# 리처드 코토브스키
리처드 코토프스키(Richard Cotovsky, 1954년 1월 13일 ~ )는 미국의 배우이다.
시카고에서 태어났다.

## 영화
- 오피스 크리스마스 파티 (2016년)
- 언프렌디드:위험한채팅 (2015년)
- 아메리칸 슬라이스 (2012년)
- 저스트 라이크 어 우먼 (2012년)
- 제이니 존스 (2010년) - 클럽 매니저 역
- 미트 페어런츠 3 (2010년)
- 퍼펙트 맨해튼 (2009년)
- An Evening with Emery Long (2009) - 단편
- 페이백: 스트라이트 업 - 디렉터스 컷 (2006년)
- 스터 오브 에코 (1999년) - 이웃집 남자 역
- 콜드 나잇 인투 돈 (1997년)